# گاسپار ایپگیان
گاسپار ایپگیان نخستین رئیس بلدیه تهران (شهردار تهران) پس از کودتای ۳ اسفند (حوت) ۱۲۹۹ رضاشاه بود.

## زندگی‌نامه
گاسپار ایپگیان از ارمنیان کشور عثمانی و مردی ادیب و فاضل بود. وی در سال ۱۹۱۶ (میلادی) به درخواست ارمنیان تهران، برای تدریس در مدرسه «هایگازیان» به تهران آمد و در آن مدرسه به تدریس پرداخت. چون مطالعات و اطلاعات وسیعی در هنر تئاتر داشت، چند گروه تئاتر تشکیل داد و نمایش‌نامه‌های مختلفی را به روی صحنه آورد. پس از کودتای ۱۲۹۹ و انحلال بلدیه تهران، در تاریخ دوم فروردین ۱۳۰۰ بلدیهٔ تهران با تشکیلات جدید شروع به کار کرد. سیدضیاءالدین طباطبایی، نخست‌وزیر وقت ایران، گاسپار ایپگیان را رئیس بلدیه تهران و مأمور اداره تشکیلات جدید بلدیه کرد.
تشکیلات جدید بلدیه دارای شش اداره به شرح زیر بود: اداره صحیّه و معاونت عمومی؛ اداره محاسبات و عایدات، اداره امور خیریه؛ اداره ساختمان، روشنایی میاه؛ اداره تفتیش، سجل احوال، احصائیهٔ نشریات؛ اداره کابینه پرسنل، تنظیمات، ملزومات، اجرائیات و رسوم.
دو تن از ارمنیان تهران در راس دو اداره بلدیهٔ منصوب شده بودند. این دو عبارت بودند از: آلبرت، رئیس اداره محاسبات و عواید بلدیه، و تیگران درهاکوپیان، رئیس تفتیش، سجل احوال، احصائیه و نشریات.
گاسپار ایپگیان اقداماتی چند در تهران انجام داد. یکی از اقدامات او تأمین روشنایی خیابان‌های مهم تهران با چراغ برق بود. در پی این برنامه، دستور داد در خیابان‌های امیریه، لاله‌زار، استانبول و علاءالدوله (فردوسی کنونی) سیم هوایی کشیدند و در فواصل معین لامپ نصب کردند.
بلدیه، صاحبان دکان‌های خیابان‌های لاله‌زار، علاءالدوله و ناصریه را موظف کرد در و پیکر دکان‌های خود را به رنگ سبز درآورند و تابلوهای لاتین سردر مغازه‌ها و پشت شیشه‌ها را پاک کرده، از نام‌های فارسی استفاده کنند. مأموران اداره صحیه (بهداری) به دکان‌های آشپزی، کله‌پزی، چلوکبابی، سلمانی و حمام‌ها مراجعه می‌کردند و در مورد پاکیزگی ظروف و ابزار کار دستورهایی می‌دادند و از آنها التزام می‌گرفتند. ایپگیان دستور بنای ساختمان (سابق) بلدیه و خاکریزی و تسطیح خیابان چراغ برق را صادر کرد.
برای بلدیه نظامنامه‌ای نوشته شد. در این نظامنانه رئیس بلدیه با رئیس‌الوزراء بود. پس از عزل سیدضیاءالدین طباطبایی به وسیله رضاشاه، گاسپار ایپگیان نیز از ریاست بلدیهٔ تهران استعفا داد و در اواخر سال ۱۹۲۱ به لبنان رفت و مقیم آن کشور شد.